# Dębia Skała

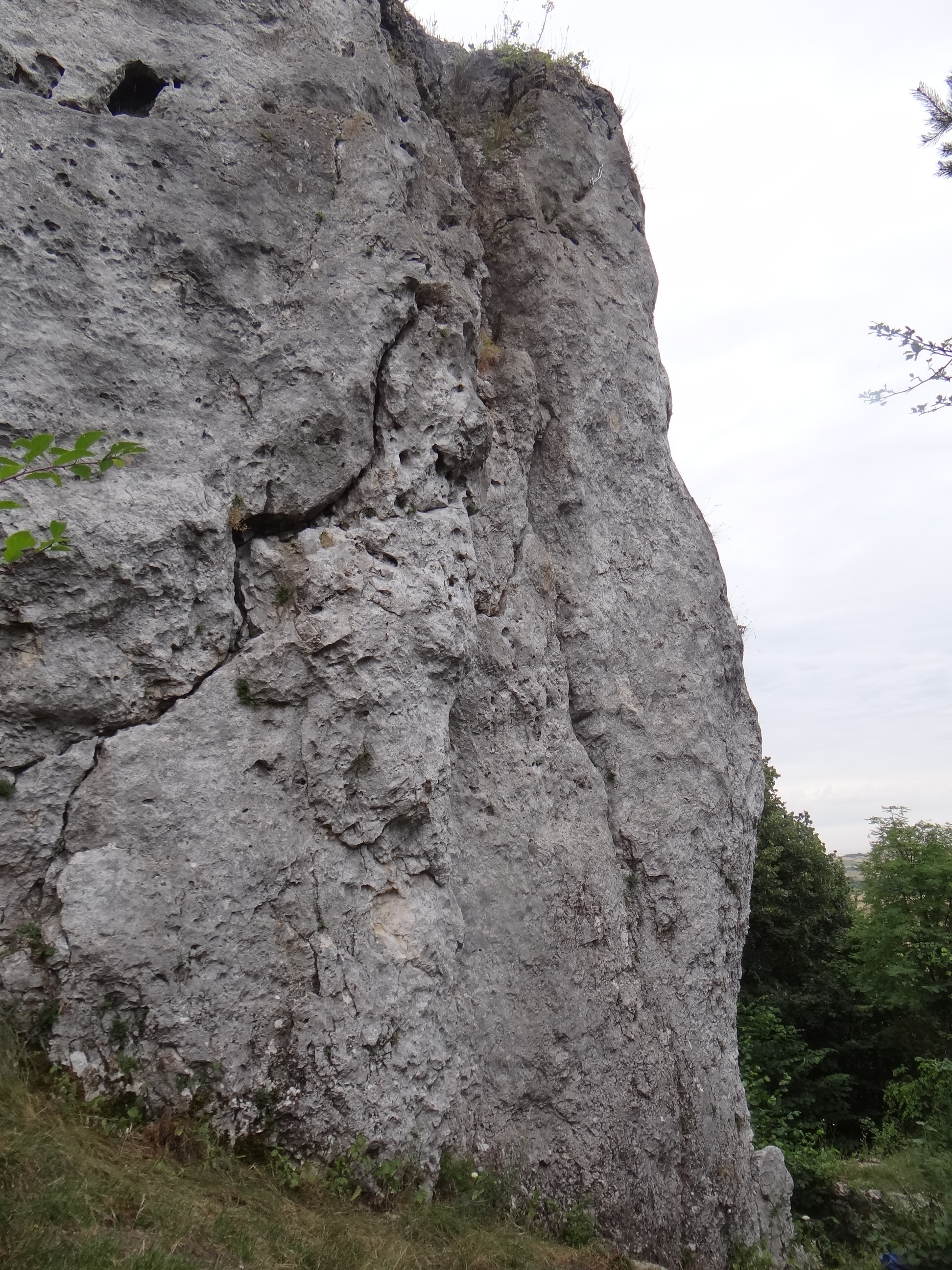

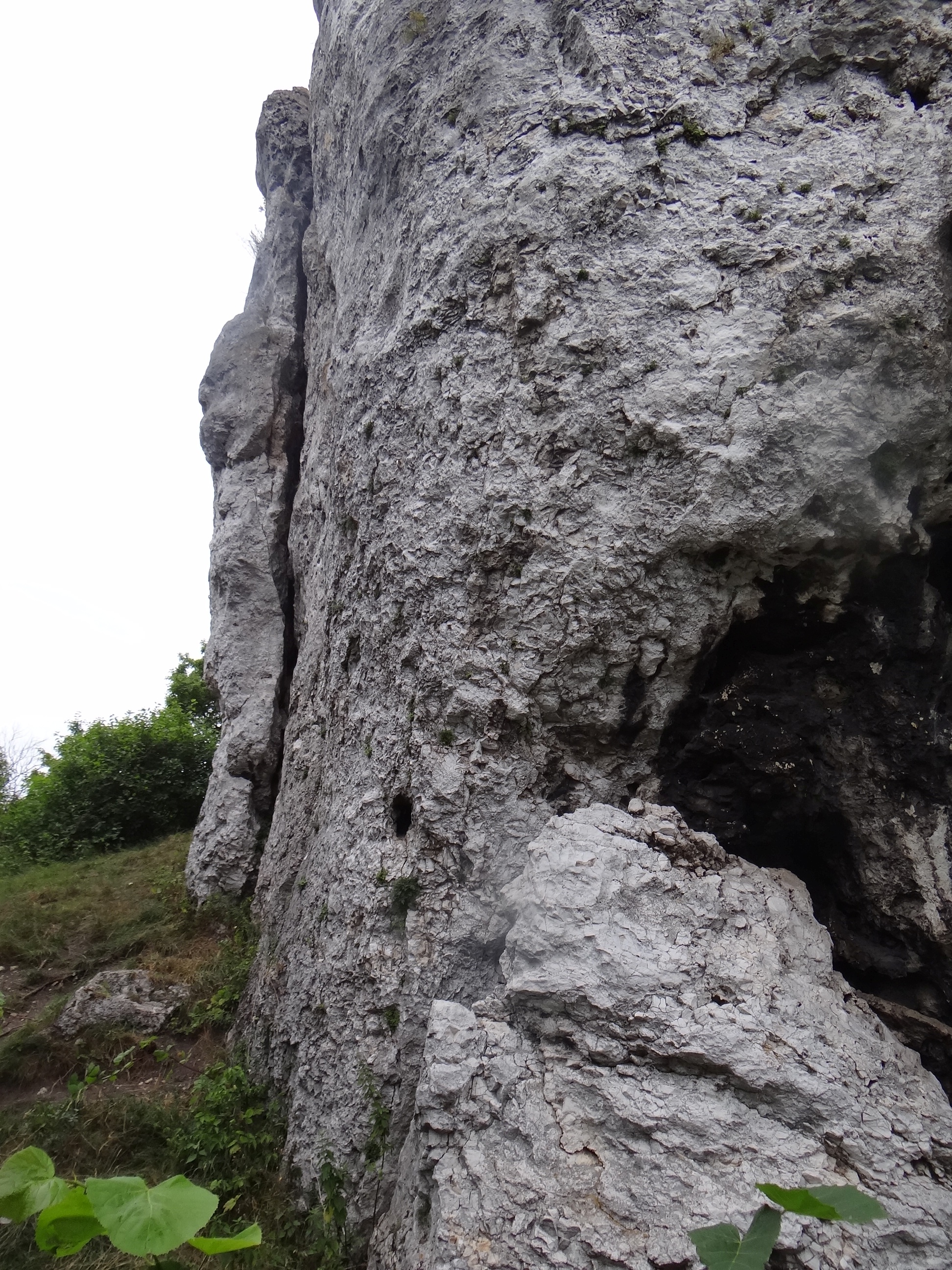

Dębia Skała – skała we wsi Suliszowice w województwie śląskim, w powiecie myszkowskim, w gminie Żarki. Znajduje się na Wyżynie Częstochowskiej w obrębie Wyżyny Krakowsko-Częstochowskiej.
Dębia Skała znajduje się na północnym obrzeżu lasu po zachodniej stronie drogi z Suliszowic do Jaroszowa, w odległości około 180 m od tej drogi. Jest to zbudowany z twardych wapieni skalistych ostaniec o wysokości 14 m z filarami i zacięciami. Na Dębiej Skale jest 16 dróg wspinaczkowych o trudności od IV+ do VI.3+ w skali Kurtyki i dwa projekty. Mają wystawę zachodnią, wschodnią i południowo-zachodnią. Większość z nich ma zamontowane ringi (r), stanowiska zjazdowe (st) lub dwa ringi zjazdowe (drz). Wśród wspinaczy skalnych skała ma małą popularność, jest silnie obrośnięta krzewami i drzewami i nie prowadzi do niej żadna ścieżka.
Dębia Skała I
1. W ramię bracie; 3r + st, VI.1+, 11 m
2. Przedwiośnie; 3r + st, VI.2+, 11 m
3. Zebranie PTTK; 4r + drz, V+, 12 m
4. Sosen dębowy; 4r + drz, V, 12 m
5. Szeroka rysa; drz, IV+, 12 m
6. Ogór i tak podjebią; 4r + drz, 11 m
7. Rysa; drz, V+, 11 m
8. Projekt; 4r + ST, 11 m
9. Przebudzenie mocy; 4r + drz, VI.3+, 11 m

Dębia Skała II
1. Przebudzenie mocy; 4r + drz, VI.3+, 11 m
2. Projekt; 4r + drz, 11 m
3. Dębia rysa; drz, VI.1+, 12 m
4. Strongman; 5r + ST 	VI.3, 11 m
5. Łuk; 4r + drz, VI.2, 10 m
6. Żniwa w polu; 4r + drz, VI+, 10 m
7. Pierścień pani Dębskiej; 4r + drz, 10 m
8. Pochodnia; 4r, VI, 10 m
9. Znicz; 3r, V, 10 m[4].

W tym samym lesie, ale w jego głębi, na południe od Dębiej Skały, znajduje się Kazalnica Suliszowicka.